# 로저 윌리엄스 (피아노 연주자)

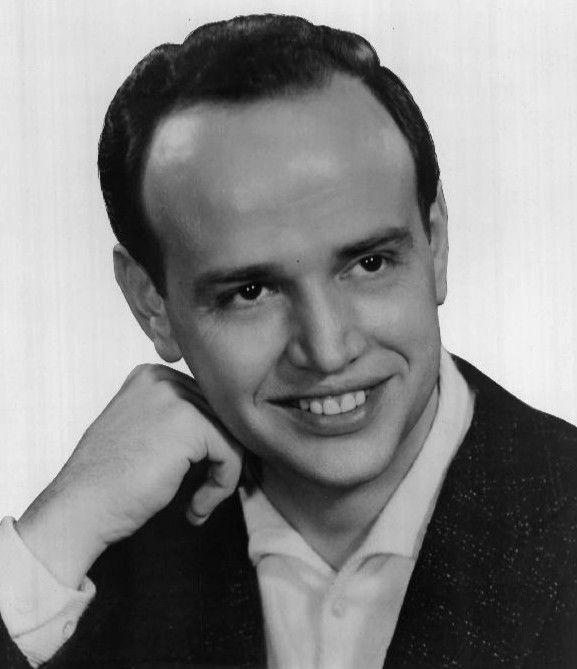
1958년

로저 윌리엄스(Roger Williams, 본명: Louis Jacob Weertz, 1924년 10월 1일 ~ 2011년 10월 8일)는 파퓰러 콘서트 피아노의 주자이다. 네브래스카주 오마하 태생. 3세부터 피아노를 배워 줄리아드 음악원에서 테디 윌슨과 레니트리스타노에게 사사하여 재즈도 배웠다. 1955년에 <고엽(枯葉)>의 밀리언 히트로 인기가 높았다. 클래식과 파퓰러를 잇는 교량 역할을 염원했으며 소프트한 터치로 정평(定評)이 있다.